# Damias elegans
Damias elegans är en fjärilsart som beskrevs av Jean Baptiste Boisduval 1832. Damias elegans ingår i släktet Damias och familjen björnspinnare. Inga underarter finns listade i Catalogue of Life.